# 奉家镇
奉家镇，是中华人民共和国湖南省娄底市新化县下辖的一个乡镇级行政单位。

## 行政区划
奉家镇下辖以下地区：
秦人社区、向北村、白沙村、红田村、双林村、竹湖村、玄溪村、石坑村、月光村、报木村、茶坪村、川坳村、大桥村、毛坪村、杆子村、坪上村、坪下村、关王村、许家村、横江村、横南村、毛家村、横拉坪村、上团村、下团村、卯溪村、墨溪江村、寨园村、岩板村和坪溪村。

## 中国传统村落
2013年8月，上团村被评为第二批中国传统村落。